# 지방 특급 운송
지방 특급 운송(프랑스어: Transport express régional, 약칭 TER)은 프랑스 국영 철도 회사인 SNCF가 프랑스 지방 협의회에서 운영하는 철도 서비스이다. 특히 조직화된 운송을 나타내는 브랜드 이름이다. 당국. 네트워크는 프랑스 지역에 서비스를 제공한다. 일드프랑스(트랑지리엥)와 코르시카(CFC)에는 고유한 운송 시스템이 있다. 매일 800,000명 이상의 승객이 5,700개의 TER 브랜드 열차에 탑승한다.
TER은 트랑지리앵, 인터시테, 코르시카 철도(CFC), 케오리스(Keolis) 및 에피아(Effia)를 포함하는 도시 및 지역 여객 철도를 취급하는 SNCF의 지사인 SNCF 브야제르(Voyageurs)의 일부이다.

## 개요
SNCF는 1984년에 지역 여객 서비스 관리를 위한 프레임워크를 제공하기 위해 TER 시스템을 구축했다. 1990년대 말부터 SNCF와 지정된 노선, 연결편 수, 요금 및 서비스 수준에 대한 협정을 체결한 지방 협의회와 긴밀하게 조정했다.
TER 서비스는 프랑스 납세자들의 막대한 보조금을 받는다. 평균적으로 비용의 72%는 주정부와 지역 의회가 부담하고 여행자는 비용의 약 28%만 부담한다. 이 비용은 지역 협의회가 서비스 수를 꾸준히 확대했기 때문에 시간이 지남에 따라 증가하는 경향이 있다.
TER 열차는 단일 또는 다중 장치 디젤, 전기 또는 이중 모드 철도 차량과 이전에 도시 간 노선에 사용되었던 일부 Corail 객차로 구성된다.

## 관리 이전

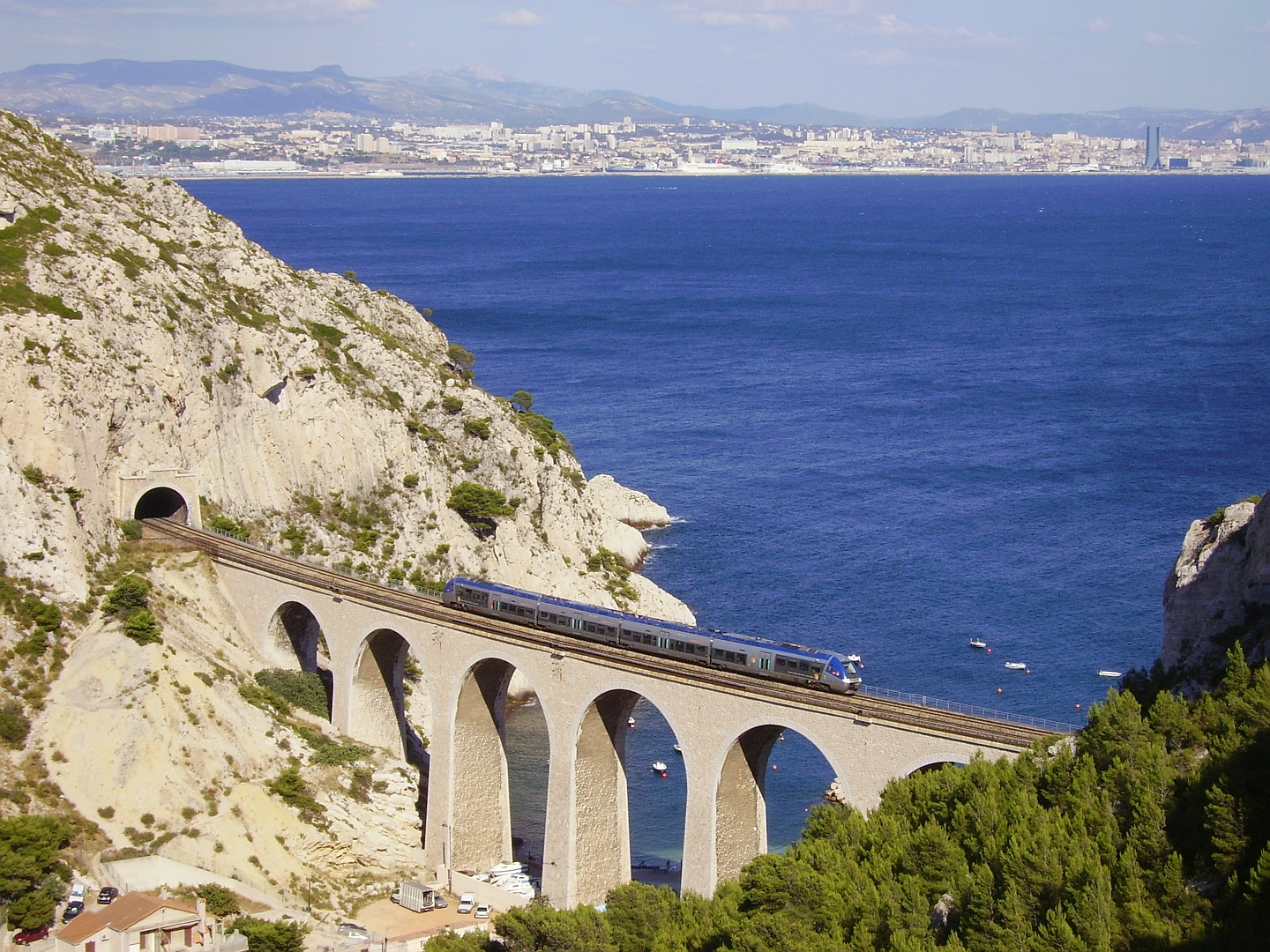
마르세유와 미라마 사이의 프로방스-알프-코트-다쥐르 TER

1997년 이후로 알자스, 상트르 발 드 루아, 노르 파 드 칼레 (북쪽), 프로방스-알프-코트-다쥐르, 론알프의 7개 지역이 지역 철도 네트워크의 관리 이전을 실험하고 있다. 알프스와 루아르 계곡(Pays de la Loire), 그리고 1999년 1월부터 리무쟁(Limousin)이 대상 지역이다.
1998년에 다른 지역의 3.2%에 비해 이 7개 지역의 교통량이 평균 4.9% 증가했다.
일부 다른 지역에서는 네트워크의 증가로 분산화에 대비하기 위해 차례로 컨벤션 중간 계약에 서명하고 있다. 특히 1997년 9월 오트노르망디, 1997년 11월 미디피레네 및 브르고뉴, 1998년 1월 피카르디, 1998년 2월에는 로렌이 각각 서명을 마쳤다.

### 여객열차 국산화의 역사
- 1994년 3월 31일: 보고서 지역 간행물, SNCF: 에넬 위원회의 공공 서비스 갱신을 향하여.
- 1995년 2월 4일: 영토 관리 및 개발법은 행정 구역의 이익을 위해 집단 운송 책임 이전을 조직했다.
- 1996년 12월 19일: 론알프 지역과 첫 번째 협약체결.

### 공공 철도망에 영향을 미치는 예산
지역에서 발표한 여러 수치:
| 지방            | TER 예산 | 연간 지방 예산 비율 | 연간 지방 예산 비율 | 상태                            |
| --------------- | -------- | ------------------- | ------------------- | ------------------------------- |
| 알자스          | €220 M   | 39%                 | (2004)              | 1997년 이후로 실험적 지방자치화 |
| 브르타뉴        | €100 M   | 14%                 | (2005)              |                                 |
| 부르고뉴        | €100 M   | 25%                 | (2005)              |                                 |
| 샹파뉴-아르덴   | €55 M    | 12.5%               | (2004)              |                                 |
| 프랑슈콩테      | €70 M    | 20%                 | (2005)              |                                 |
| 로렌            | €250 M   | 45%                 | (2005)              |                                 |
| 피카르디        | €130 M   | 20%                 | (2002)              | 1998년 1월 이후 중간 합의       |
| 노르-파-드 칼레 | €260 M   | 21%                 | (2003)              | 1997년 이후로 실험적 지방자치화 |
| 론-알프         | €500 M   | 30%                 | (2005)              | 1997년 이후로 실험적 지방자치화 |

이 수치들은 인프라 비용을 고려하지 않는다.